# Sergio Rossi

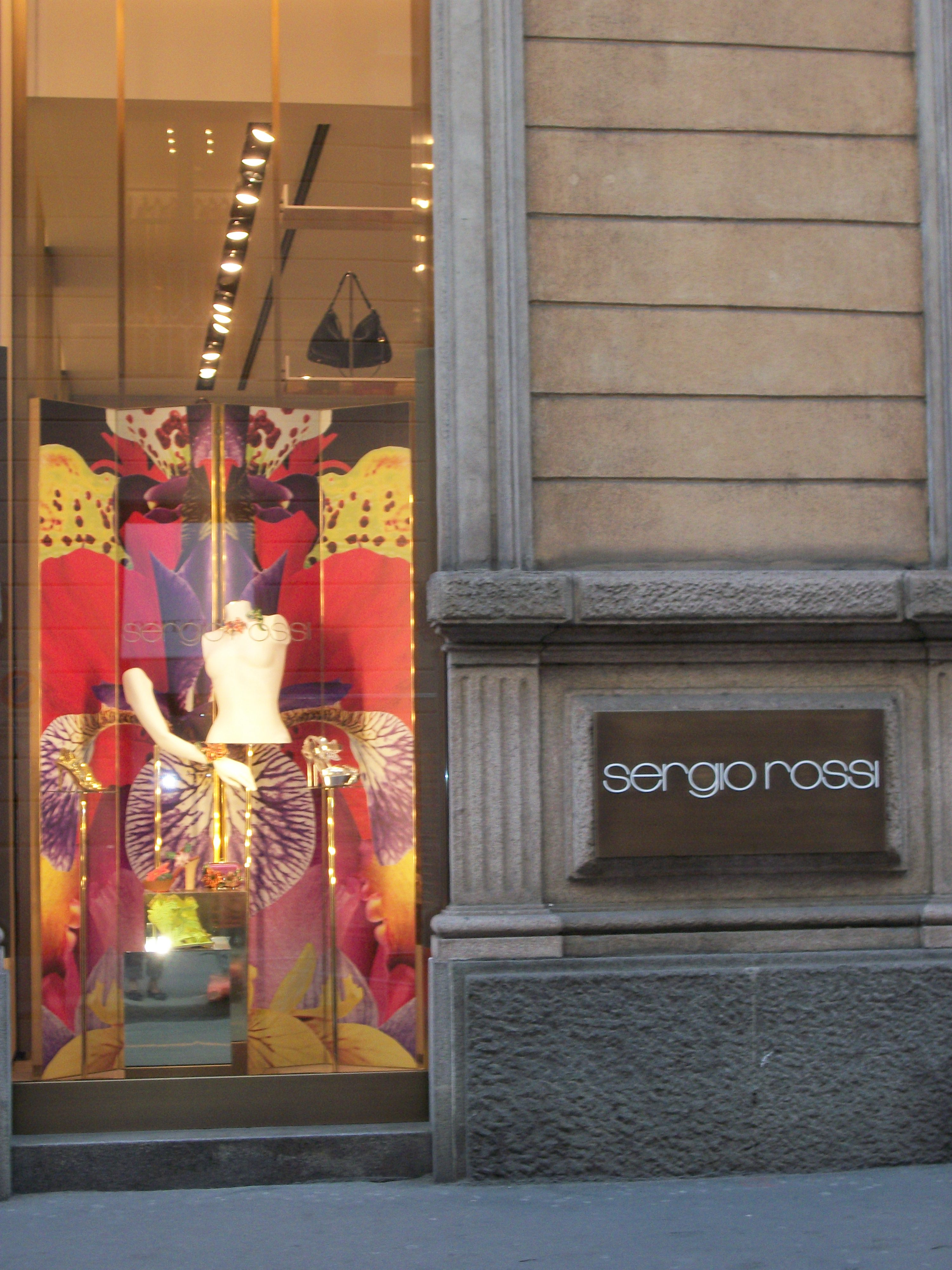
Boutique Sergio Rossi, Via Montenapoleone Milan

Pour les articles homonymes, voir Sergio Rossi (homonymie).
Sergio Rossi est une entreprise italienne de chaussures pour femmes qui propose également une offre limitée de sacs à main et autres accessoires. La marque est reconnue pour son savoir-faire artisanal et ses designs féminins. La maison Sergio Rossi appartient à Kering jusqu'à décembre 2015 avant d’être revendue au fonds d’investissement Investindustrial Riccardo Sciutto est le PDG de Sergio Rossi.

## Origines

### Le fondateur
Sergio Rossi, né en 1935, dans la ville de San Mauro Pascoli, dans la région d’Émilie-Romagne en Italie,  hérite de son père, dans les années 1950, fabricant de chaussures, les outils et les traditions d’un artisan de renom. Sergio Rossi  établit alors son usine à San Mauro Pascoli en 1951.

## Développement de l’entreprise

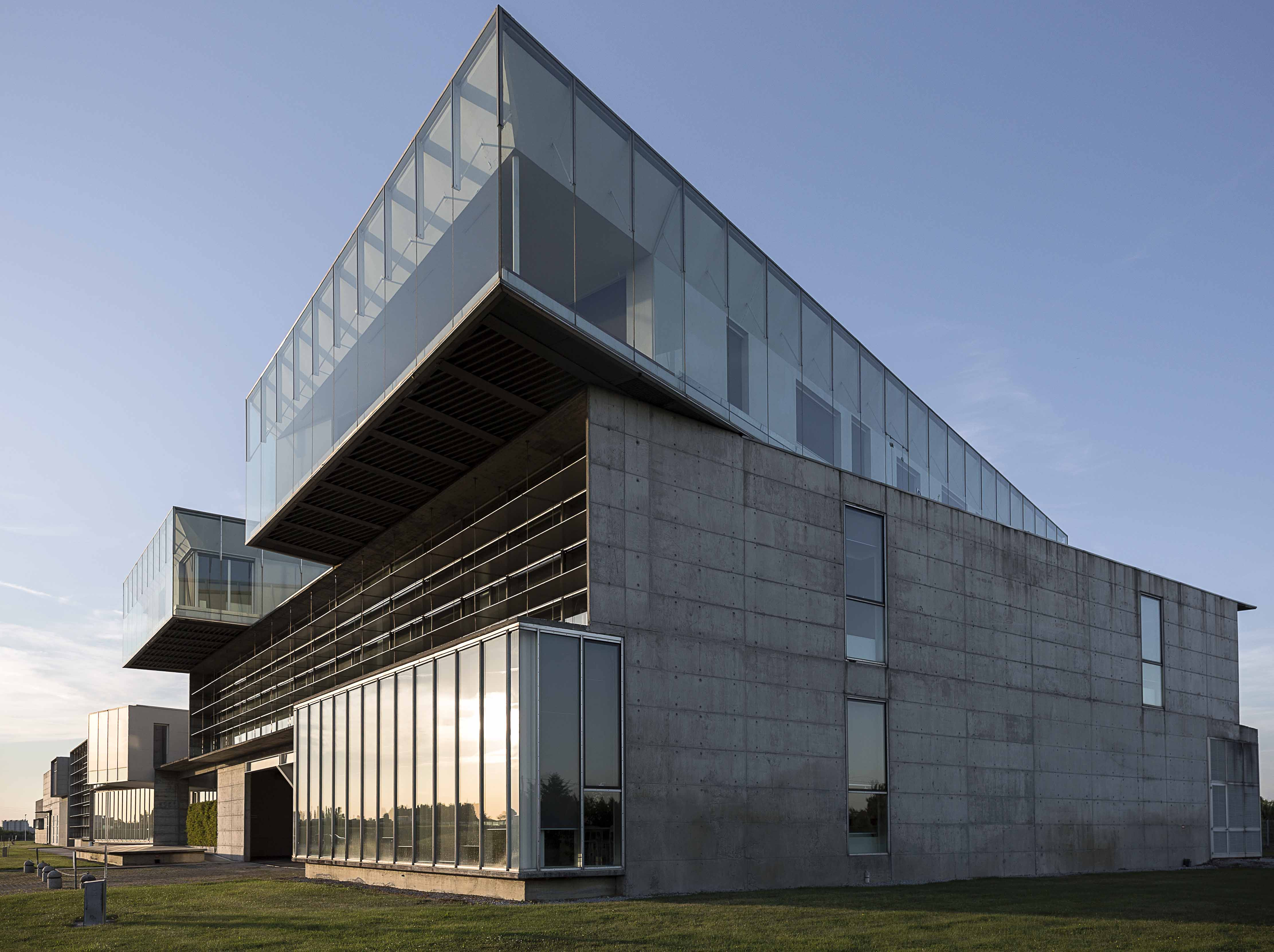
La fabbrica Sergio Rossi a San Mauro Pascoli

Les chaussures Sergio Rossi sont connues pour leurs couleurs et leurs formes géométriques. La marque devient un peu plus populaire à partir des années 1970, au travers de collaborations avec des créateurs connus comme Dolce & Gabbana, Versace et Azzedine Alaïa. Les chaussures Sergio Rossi sont devenues l’un des piliers des fashion shows de Milan. En 1980, la marque s’est développée, avec l’ouverture de la première boutique en nom propre à Ancône puis à Turin, Florence, Rome, Bruxelles, New York, Los Angeles et Londres Elle ouvre également un showroom à Milan en 1995.
En 1999, la division luxe de PPR, appelée Gucci Group à l’époque, achète 70 % des parts de l’entreprise pour approximativement 96 millions de dollars. Six ans plus tard, en 2005, PPR rachete les 30 % restants pour prendre le contrôle de Sergio Rossi. En 2015, l’entreprise est vendue à Investindustrial, fonds d’investissement privé qui possède également Aston Martin. Francesco Russo est le directeur artistique de Sergio Rossi entre 2008 et 2013. Cette année-là, Angelo Ruggeri devient le directeur du design de l’entreprise jusqu’en 2016. Cette même année, Andrea Morante devient le président de l’entreprise et Riccardo Sciutto le PDG du groupe.

### Organisation du réseau de magasins
La marque possède un parc de 83 points de vente dans le monde en 2015 ainsi qu’un site de vente en ligne.

## Design
Il n’y a pas moins de 110 étapes différentes pour créer une paire de chaussures Sergio Rossi. The Wall Street Journal a écrit que le processus de « fabrication d’une chaussure incluait l’utilisation de pistolets à clous haute pression, de vis, de colles à séchage thermique, le ponçage, la peinture, le polissage, le ciselage et plusieurs machines bruyantes. Le cuir et autres matières sont étirés autour de la forme puis cloués, collés et moulés en plusieurs couches. »
En 2009, dans un mouvement pour démontrer que les produits de luxe et la mode peuvent être combinés avec la durabilité, Sergio Rossi lance l’Eco Pump, une chaussure de mode biodégradable fabriquée avec du Liquid Wood (dérivé de la lignine) pour son talon et sa semelle, le cuir supérieur étant tanné avec des outils de tannage respectueux de l’environnement En 2015, Sergio Rossi s’associe à Eco-Age pour développer la collection Green Carpet comportant des tenues écoresponsables.
Le produit phare de Sergio Rossi reste l’escarpin Godiva. Sa forme unique est devenue une signature de la collection Sergio Rossi, réinventée chaque saison dans d’autres matières et couleurs. La silhouette « Cachet » est créée par Francesco Russo, à l’occasion du mariage de Salma Hayek et François-Henri Pinault le PDG de Kering. Sergio Rossi fabrique aussi des sacs à main en cuir et lance en 2012 sa collection de chaussures de mariage.

## Campagnes
Les premières campagnes publicitaires de Sergio Rossi sont largement inspirées du travail de Helmut Newton, dont les prises de vue soulignaient la courbe des jambes et du corps, en se concentrant sur la hauteur et la forme du talon. En 2012, l’entreprise a présenté sa nouvelle collection à travers le court-métrage Skin to Skin, en collaboration avec le réalisateur Luca Guadagnino.

## Célébrités et postérité
Les chaussures Sergio Rossi sont depuis longtemps une référence sur le tapis rouge, portées par des célébrités comme Eva Longoria, Sharon Stone, Diane Kruger, Ludivine Sagnier, Anne Hathaway, Karolina Kurkova, Amanda Seyfried, Rosie Huntington-Whiteley, Naomi Campbell, Sarah Jessica Parker, Vanessa Hudgens, Halle Berry et Eva Herzigová, Cate Blanchett, Naomi Watts, Nicole Kidman, Lupita Nyong’o, Emmy Rossum, Priyanka Chopra, Lady Gaga, Rihanna, Nazha e Janice Man.
Différents modèles de chaussures Sergio Rossi sont apparus dans les œuvres suivantes :
- Anita Ekberg en porte dans la Dolce Vita de Federico Fellini en 1959[20]
- Beyoncé Knowles porte une paire de bottes à talons Gladiator Borderline dans son clip Run the World (Girls) en 2011[23]
- Silvana Mangano en porte dans Violence et Passion de Luchino Visconti en 1974
- Sur l’affiche du film Talons aiguilles de Pedro Almodóvar
- Le modèle Cachet a été aperçu dans le clip de Madonna Give Me All Your Luvin'
- Blair Waldorf en porte dans la série Gossip Girl[24]

## Projets
En 2008, la marque collabore avec Puma (appartenant également au Groupe PPR) pour la création d'une collection capsule de chaussures de sport . 

### La chaussure écologique
En 2009, dans un mouvement pour démontrer que le luxe et la mode peuvent être combinés avec la durabilité, Sergio Rossi a lancé l'Eco Pump, la mode des chaussures biodégradables au moyen de Liquid Wood (dérivés de la lignine) pour son talon et sa semelle, et le cuir est lui aussi respectable de l’environnement. Une partie des profits est donnée à GoodPlanet.

### Le Modèle Cachet
Le produit phare de Sergio Rossi est le modèle Cachet. Sa silhouette a été créée par Francesco Russo, le directeur artistique actuel de la marque, à l’occasion du mariage de Salma Hayek et de François-Henri Pinault, le PDG de PPR. Sa forme unique est une signature de la marque et à l’occasion de chacune de ses collections, elle est réinventée dans d’autres matières et couleurs.